# Vacão
Vacão (em latim: Vacho; provavelmente Waldchis em língua lombarda) foi rei dos lombardos antes de sua entrada na península Itálica, desde data desconhecida (talvez por volta de 510) até sua morte em 539. Seu pai foi Unichis. Vacão usurpou o trono pelo assassinato de seu tio, rei Tato (provavelmente em 510). O filho de Tato, Ilchis lutou contra ele e fugiu para os gépidas, onde morreu.  Vacão teve boas relações com os francos.
Vacão casou-se três vezes. Seu primeiro casamento foi com Radegunda, a Velha, filha do rei turíngio Fisudo. Seu segundo casamento foi com Austrigusa, uma gépida possivelmente denominada por sua descendência maternal dos reis ostrogodos. Asutrigusa foi a mãe de Visigarda (que desposou Teodeberto I) e Valdrada (que desposou respectivamente os reis francos Teodebaldo e Clotário I e então Garibaldo I). O terceiro casamento de Vacão foi com Silinga, uma hérula, mãe de Valtário. De acordo com Josef Poulík, ele foi enterrado na colina Žuráň, porém historiadores modernos não têm certeza disso.